# Ian Barbour
Ian Graeme Barbour (5. října 1923 – 24. prosince 2013), byl americký badatel v oblasti vztahu mezi náboženstvím a vědou. Vystudoval fyziku (doktorát na Chicagské univerzitě v roce 1950) a teologii (bakalaureát na Yaleově univerzitě roku 1956). Pracoval jako učitel na Carleton College. V letech 1989–1991 konal na Aberdeenské univerzitě přednášky v rámci programu Gifford lectures, na jejichž základě napsal knihu Religion in an Age of Science (Náboženství v epoše vědy). Roku 1999 získal Templetonovu cenu.
Svou vlivnou teorii vztahu vědy a víry nazval Barbour kritický realismus a vycházel ze systémového srovnání vědy a náboženství a zejména objektivních a subjektivních stránek obou systémů.

## Dílo
- Christianity & the Scientists (1960)
- Issues in Science and Religion (1966)
- Science & Religion (1968)
- Science & Secularity: The Ethics of Technology (1970)
- Myths, Models and Paradigms (1974) ISBN 0-334-01037-3
- Religion in an Age of Science (1990) ISBN 0-06-060383-6
- Religion and Science: Historical and Contemporary Issues (1997) ISBN 0-06-060938-9
- When Science Meets Religion (2000) ISBN 0-06-060381-X
- Nature, Human Nature, and God (2002) ISBN 0-281-05545-9